# Stylaster stejnegeri
Stylaster stejnegeri är en nässeldjursart som först beskrevs av Fisher 1938.  Stylaster stejnegeri ingår i släktet Stylaster och familjen Stylasteridae. Inga underarter finns listade i Catalogue of Life.